# 콜파
콜파(Kolpa)는 터키의 록 밴드이다.